# Вестготска правда
Вестготска правда или Вестготски закон (лат. Liber Iudiciorum) е правов кодекс на вестготите. Първите сбирки от закони на вестготите са съставени от крал Ойрих. Както съобщава Исидор Севилски, „готите започнали да записват своите закони, които преди били известни само като традиции и обичаи“. Приемниците на Ойрих непрекъснато допълвали и развивали този правов кодекс, образувайки така Вестготската правда, издадена през 654 г. от крал Рекесвинт и използвана заедно със Салическата, Бургундската, Тюрингската и други, влизащи в числото на първите варварски правди.